# Couvent des Bernardines de Voiron
Le couvent des Bernardines de Voiron est un ancien couvent Bernardines réformées fondé à Voiron en 1648. Fermé à la Révolution, il est transformé depuis la Restauration en établissement scolaire confié aux chanoinesses de Saint Augustin.

## Localisation
L'école Notre-Dame des Victoires, située rue de la Terrasse, occupe le site de l'ancien couvent des Bernardines.

## Histoire

### Les bernardines réformées
Après un projet, avorté en 1635, de création d'un couvent rattaché aux ursulines de Crémieu, les consuls de Voiron décident le 28 juin 1648 de l’établissement d'un couvent de bernardines réformées de l'ordre de Cîteaux. Mgr Scarron, évêque de Grenoble et fondateur de nombreux monastères dans son diocèse, donne son consentement le 13 août et M. de la Tivolière, seigneur de Voiron, le 8 septembre. Le nouveau couvent dont les bâtiments sont situés le long des remparts du quartier Saint-Vincent est placé sous le patronage de Rumilly. La communauté est dispersée en 1791. 

### Les chanoinesses de Saint-Augustin
En 1845, le curé de Voiron, Albert, rachète les bâtiments au bord de la ruine pour y installer un établissement scolaire. De retour de formation au couvent des Oiseaux, deux voironnaises, Adèle Nicolas et Victorine Costaz, fondent l'année suivante l’archiconfrérie de Notre-Dame-des-Victoires des chanoinesses de Saint Augustin et installent une école dans les locaux réhabilités de l’ancien monastère des bernardines. La chapelle est construite en 1884.
Auparavant, en 1834, Mgr de Bruillard, évêque de Grenoble, installe sur la colline du May la nouvelle communauté de visitandines reconstituée depuis 1807 à la La Côte-Saint-André.

## Architecture et description
Les bâtiments du XVIIe siècle, rénovés et complétés au XIXe siècle, accueillent toujours l'école Notre-Dame des Victoires.

## Filiation et dépendances
Le couvent de Voiron est fille de celui de Rumilly. Il possédait des terrains et dépendances hors des murs sur la paroisse de Coublevie.